# Знамена на съветските републики

## История на знамето на Съюза на съветските социалистически републики
- 1922-1923
- 1923-1924
- 1924-1936
- 1936-1955
- 1955-1980
- 1980-1991

## История на знамената на републиките

#### Арменска ССР
- 1936-1940
- 1940-1952
- 1952-1990
- 1990-1991

#### Азербайджанска ССР
- 1936-1940
- 1940-1952
- 1952-1991
- 1991

#### Белoруска ССР
- 1922-1927
- 1927-1937
- 1937-1951
- 1951-1991
- 1991

#### Грузинска ССР
- 1936-1951
- 1951-1990
- 1990-1991

#### Естонска ССР
- 1940-1953
- 1953-1990
- 1990-1991

#### Закавказка СФСР
- 1922-1936

#### Казахска ССР
- 1936-1940
- 1940-1953
- 1953-1991

#### Карело-финска ССР
- 1940-1953
- 1953-1956

#### Киргизка ССР
- 1937-1940
- 1940-1952
- 1952-1991

#### Латвийска ССР
- 1940-1953
- 1953-1990
- 1990-1991

#### Литовска ССР
- 1940-1953
- 1953-1988
- 1988-1991

#### Молдавска ССР
- 1940-1952
- 1952-1990
- 1990-1991

#### Руска СФСР
- 1922-1937
- 1937-1954
- 1954-1991
- 1991

#### Таджикска ССР
- 1929-1931
- 1931-1935
- 1935-1936
- 1936-1938
- 1938-1940
- 1940-1953
- 1953-1991
- 1991

#### Туркменска ССР
- 1937-1940
- 1940-1953
- 1953-1991

#### Украинска ССР
- 1922-1929
- 1929-1937
- 1937-1949
- 1949-1991

#### Узбекска ССР
- 1925-1926
- 1926-1931
- 1931-1935
- 1935-1937
- 1937-1941
- 1941-1952
- 1952-1991
- 1991